# ヨーダムロン・シンワンチャー
ヨーダムロン・シンワンチャー（タイ語: ยอดดำรงค์ ศิษย์ยอดธง, 英語: Yoddamrong Singwancha、1981年2月15日 - ）は、タイ王国のプロボクサー。元WBA世界スーパーバンタム級王者。ヨーダムロン・シッヨートン (英: Yoddamrong Sithyodthong) とも。

## 来歴
1996年6月1日、プロデビュー戦で4回判定勝ち。
1998年2月3日、タイ・バンコクでレリチャイ・マイムアンコンに判定勝ちしタイバンタム級王座を獲得。同王座は3度の防衛に成功した。
1999年11月28日、タイ・パッタヤーでハリー・マガウィンバンとPABAスーパーバンタム級暫定王座決定戦を行い、3-0の判定勝ちで王座の獲得に成功。PABAスーパーバンタム級暫定王座の防衛に2度成功後の2001年5月15日にインドネシア・ジャカルタで 正規王者ブラン・ブギアルソと王座統一戦を行い、6回KO勝ちを収め王座統一に成功、正規王者になった（記録上は3度目の防衛）。
2002年2月21日、31戦目で世界王座初挑戦。、タイ・ナコーンラーチャシーマー県・ダーンクントット郡でWBA世界スーパーバンタム級王者ヨベル・オルテガに挑戦し、3-0（117-112、118-111、116-112）の判定勝ちで世界王座を獲得した。
2002年5月18日、さいたまスーパーアリーナで行われた初防衛戦で佐藤修と対戦し、8回1分58秒KO負けで王座から陥落した。
2003年6月27日、タイ・バンコク・トンブリー区のザ・モール・ショッピングセンター・タープラでロッド・4K・ケブカチェとPABAフェザー級暫定王座決定戦を行い、3-0の判定勝ちで王座を獲得。同年8月15日にはロッド・4K・ケブカチェとタイ・バンコクのザ・モール・ショッピングセンターで再戦し、3-0の判定勝ちで初防衛に成功した。
2004年11月8日、WBA世界スーパーバンタム級王座返り咲きを賭けフランス・パリ・ベルシーのパレ・オムニスポール・ド・パリ・ベルシーでWBA世界スーパーバンタム級王者マヤル・モンシプールに挑戦するも、6回TKO負けで王座返り咲きならず。
2006年4月8日、後楽園ホールで木村章司と対戦し、10回判定負け。
2006年6月11日、沖縄コンベンションセンターで竜宮城（宮城竜太）と対戦し、6回TKO負け。
2006年9月25日、タイ・ナコーンパトム県でチョンラターン・ピリヤピンヨーとABCOフェザー級タイトルマッチを行い、0-3（110-118、110-118、111-117）の判定負けを喫し、王座獲得に失敗。
2007年6月15日、タイ・ローイエット県でチョンラターン・ピリヤピンヨーとABCOフェザー級タイトルマッチで再戦し、7回0分41秒TKO負けを喫し、王座獲得に再び失敗した。

## 獲得タイトル
- タイバンタム級王座（防衛3度）
- PABAスーパーバンタム級暫定王座（防衛3度）
- 第3代PABAスーパーバンタム級王座（防衛0度）
- WBA世界スーパーバンタム級王座（防衛0度）
- PABAフェザー級暫定王座（防衛1度）